# Puhan
Puhan je priimek v Sloveniji, ki ga je po podatkih Statističnega urada Republike Slovenije na dan 1. januarja 2025 uporabljalo 170 oseb in je med vsemi priimki po pogostosti uporabe uvrščen na 2.591. mesto. V Pomurski statistični regiji je največ prebivalcev s tem priimkom (123 oseb).

## Znani nosilci priimka
- Alojz Puhan (*1950), gozdar, gasilec
- Boštjan Puhan (*1975), hokejist na travi
- Janez Puhan (*1942), misijonar